# Тайны Смолвиля
«Тайны Смолвиля» (англ. Smallville) — американский фантастический телесериал, основанный на комиксах о Супермене и рассказывающий о его юности и становлении супергероем. Этот сериал занимает второе место среди самых длинных американских фантастических сериалов и первое среди основанных на комиксах, в истории телевидения.
Исполнительными продюсерами и авторами сценария являются Альфред Гоф и Майлз Миллар. Авторами идеи телесериала являются Джерри Сигел и Джо Шустер. Действие происходит в вымышленном американском городке Смолвиль штата Канзас. Роль Кларка Кента исполнил Том Уэллинг, а его главного врага Лекса Лютора сыграл Майкл Розенбаум. Съёмки в основном проходили в Канаде.
Премьера первой серии «Пилот» состоялась на американском телеканале The WB 16 октября 2001 года. Её посмотрело около 8,4 миллиона зрителей. До 20 мая 2006 года на этом канале было показано 5 сезонов, включающих в себя 110 серий. 28 сентября 2006 года сериал начал выходить на канале The CW. В будущем будет показана анимационная версия сериала.

## О сериале
Сериал повествует о юности Кларка Кента и становлении супергероем. Были раскрыты некоторые подробности мифологии историй о Супермене: влияние криптонита на людей, становление личности Кларка Кента и других героев комиксов.
В начале сериала, в отличие от традиции фильмов о Супермене, Лекс Лютор является другом Кларка Кента, а не врагом. Перерождение Лекса в суперзлодея, стремящегося к мировому господству, начинается гораздо позже, лишь с 4 сезона.

#### Отсылки к Супермену
По соглашению об авторских правах, в сериале запрещается называть Кларка Кента Суперменом и использовать атрибутику Супермена (например, его знаменитый плащ). Однако, в сериале все же присутствуют многочисленные отсылки: так, уже в первом сезоне футболисты рисуют Кларку на груди букву «S» (по сюжету это логотип местной футбольной команды), а начиная с 6 сезона, нагрудный символ «S», заменяемый ранее на цифру «8» (сначала как радиационный шрам, затем как вырез ножом), свободно фигурирует в кадре. В 5 сезоне Кларк говорил о том, что маска соскальзывает с лица и мешает видеть, а вот плащи ему наоборот, нравятся. В 9 сезоне Кларк Кент надевает тренировочный костюм с серым символом S, который служит отсылкой к траурному чёрному костюму Супермена (вместо плаща — пальто Лекса Лютора). В конце 9 сезона Кларк получает от своей матери новый костюм, идентичный костюму Супермена из комиксов, но в 10 сезоне до финальной серии носит другой, состоящий из синей футболки и красной куртки с символом «S». В этом сезоне Кларк был дважды назван Суперменом, но в характерном для Супермена костюме был показан лишь единожды — в последней серии.

#### Отсылки на других супергероев
В сериале множество раз появлялись другие персонажи DC Comics: Импульс (который позже станет четвёртым Флэшем), Аквамен, Киборг, Марсианский охотник, Чёрная канарейка, Легион, JSA (Общество Справедливости Америки, 9 сезон). Их истории также раскрываются. Так, в 8 сезоне рассказывается о том, как Легион получил Брейниак-5. В 10 сезоне упоминаются миллионер, использующий технические приспособления для расследований, и девушка с лассо: это отсылки на Бэтмена и Чудо-женщину соответственно. С 6-го сезона к основным персонажам добавили супергероя Зелёную Стрелу, про которого канал CW в 2012 году выпустил отдельный сериал, не связанный с сюжетом «Смолвиля». Начиная с 8 сезона в сериале эпизодически появляется Затанна.

## Сюжет

### Первый сезон
После метеоритного дождя, обрушившегося на Смолвиль, бездетная пара (Джонатан и Марта Кент) находит в поле маленького мальчика и космический корабль. Джонатан и Марта Кент усыновляют ребёнка и дают ему имя Кларк. Довольно скоро мальчик начал проявлять необыкновенные способности: он оказался невероятно силён, быстр и неуязвим. Приёмные родители решили сохранить это в тайне.
Прошло двенадцать лет. Кларк, здоровый деревенский парень, успевал и трудиться на ферме, и хорошо учиться в школе. Он подружился с Питом Россом и Хлоей Салливан (редактором школьной газеты) и влюбился в Лану Лэнг (девушку, живущую по соседству), но так никому и не рассказал свой секрет. От друзей Кларк узнал, что после падения метеоритов в городе начали случаться странные вещи. Многие люди пострадали от излучения зеленых камней (криптонита) и стали фриками, проявляющими сверхъестественные способности. Многие начали использовать свои силы во зло другим, и Кларку пришлось бороться с ними. Кроме того, Кларк узнает, что зелёный криптонит, находящийся поблизости, не только лишает его сверхспособностей, но и вызывает нестерпимую боль.
Однажды Кларка на большой скорости сбивает Лекс Лютор, сын миллиардера Лайонела Лютора. Автомобиль вместе с Кларком упал с моста в реку, но Кларк не пострадал и успел спасти Лекса. Между ними завязывается дружба. Лекс пытается отблагодарить семью Кентов, но отец Кларка не доверяет Люторам. «ЛюторКорп» проявляет интерес к исследованию метеоритов, но затем засекречивает все разработки. Лекс пытается разгадать тайну своего спасения.

### Второй сезон
На Смолвиль обрушилась буря, и Лайонел Лютор теряет зрение. Пит находит в поле космический корабль Кларка, и Кларку приходится рассказать Питу свой секрет. Позже Кларк находит таинственные рисунки в пещерах индейцев. Благодаря учёному и миллиардеру Вёрджилу Свону Кларк узнает, что его настоящее имя — Кал-Эл, и он прибыл с планеты Криптон, которая была разрушена. Кларк также узнает, что свойства криптонита зависят от его цвета. Биологический отец Кларка, Джор-Эл, говорит ему, что он послан на Землю быть богом и призван завоевать эту планету.

### Третий сезон
Кларк Кент (Том Уэллинг) чувствует себя виноватым в гибели ребёнка своих приёмных родителей. Надев кольцо с красным кристаллом криптонита, он отправляется в Метрополис, чтобы сбежать от прошлого. Однако он не до конца осознаёт, какими свойствами обладает красный кристалл. Постепенно Кларк превращается в антигероя — он начинает грабить банки в Метрополисе.

### Четвёртый сезон
Главный герой сериала Кларк Кент (Том Уэллинг) знакомится с Лоис Лейн (Эрика Дюранс), приехавшей в городок в надежде найти убийцу своей кузины Хлои Салливан. Вместе они едут в больницу, где вот уже несколько месяцев не может выйти из комы Джонатан (Джон Шнайдер). Кларк постепенно возвращается в семью. Кларк Кент после общения с Джор-Элом навсегда становится другим: отныне он — Кал-Эл. На протяжении всего сезона герои разыскивают три таинственных камня, что даруют бесконечную власть. Лана возвращается из Парижа с новыми планами и новым бойфрендом. Джейсон приезжает из Парижа и уверяет Лану в необходимости продолжения их отношений. Джейсон и Лана продолжают скрывать их взаимоотношения от Кларка. Кларк вступает в школьную футбольную команду и немедленно занимает позицию защитника после того, как предыдущий защитник провоцирует драку с новым тренером Джейсоном. Тем временем Лана встречает мать Джейсона и видит яркое воспоминание о происшествии в Париже, подтверждая тем самым своё подозрение, что она была там, когда у Ланы появилась татуировка. Те, кто инфицирован токсином, включая Кларка, Лану, Лекса и Джейсона, воображают, что их самые страшные страхи становятся правдой и затем впадают в кому.

### Пятый сезон
Метеоритный дождь, обрушившийся на Смолвиль, приносит в город космический корабль. Его пилоты — мужчина и женщина — посланцы генерала Зода. Их цель — заключить Кларка Кента (Том Уэллинг) в космическую тюрьму под названием Фантомная Зона. Там он будет лишён своей силы и не сможет больше препятствовать планам злых сил.

### Шестой сезон
Кларку Кенту (Том Уэллинг) удаётся вырваться из Фантомной Зоны, где он оказался из-за Генерала Зода. Однако вместе с ним из тюрьмы сбегают фантомы, которые разбегаются по всему миру. Каждый из них обладает набором суперспособностей и имеет возможность причинить много зла, поэтому Кенту необходимо выследить и обезвредить их всех.
Хлоя вновь встречает Джимми Олсена (он был её первым молодым человеком — во время школьных каникул, когда она проходила стажировку в Метрополе), и они начинают встречаться.
Впервые появляется Оливер Квин, который собирает команду Лиги Справедливости. В команду входят Аквамен, Киборг и Флеш. Иногда им помогает Кларк, и вместе они пытаются всячески разрушить планы Лекса и ликвидировать базы по учёту и ликвидации людей со сверхспособностями, которые он построил по всему миру.
Лоис какое-то время встречается с Оливером, но по ряду причин решает расстаться с ним.
Лана Ленг узнаёт о своей беременности от Лекса, они готовятся к свадьбе. Она также узнаёт о тайне Кларка и решает не выходить замуж за Лекса. Лайонел Лютер угрожает ей тем, что тоже знает секрет Кларка и его слабость, и если она сбежит со свадьбы, то он убьёт Кларка. Лана выходит замуж за Лекса, а через неделю после свадьбы у неё происходит выкидыш.

### Седьмой сезон
Кларк побеждает своего Фантома с помощью Солнца и нового «друга» с Марса, который является «Наёмным телохранителем» Кал-Эл’a, после чего находит корабль девушки с Криптона. Оказывается, что она его кузина — Кара. Кара поселяется у Кларка и представляется под именем Кара Кент.

### Восьмой сезон
В этом сезоне Кларк Кент подойдёт ближе к превращению в Супермена. Живя большей частью в Метрополисе, Кларк будет встречать новых врагов и друзей, так как он начал свою карьеру в «Дейли Плэнет». В восьмом сезоне также появятся герои из самых разных углов вселенной «DC Comics»: Пластик — будущая героиня со взрывным характером, Максима — соблазнительная межгалактическая богиня, Думсдей. Появятся путешествующие во времени супергерои, которые вернутся из будущего.

### Девятый сезон
Кларк берет на себя бремя защитника Метрополиса, скрываясь под маской Красно-синего пятна. Он остается в тени, передвигаясь с невероятной скоростью и путешествуя по крышам, и становится известным как «Пятно». В этом сезоне появляется Металло (Брайн Остин Грин) — человек с криптонитовым сердцем, Рулетка (Стеф Сонг), возвращается Игрушечный Мастер (Toyman) и молодой майор Зод, который прибыл на Землю со своей армией. Появляется Общество Справедливости Америки.

### Десятый сезон
Работая вместе с неустрашимой Лоис Лэйн в «Daily Planet», Кларк Кент принял свою судьбу в качестве защитника Метрополиса, когда генерал Зод прибыл, оспаривая авторитет и власть Кларка. Но когда начался роман Кларка и Лоис, он был призван Обществом Справедливости и его собственной растущей лигой героев бороться против темных сил. Когда девятый сезон подошёл к концу, Кларк принес себя в жертву, чтобы спасти мир от Зода.
Сезон обещает классический роман между Кларком и Лоис. Кларк встречается лицом к лицу со своей судьбой, побеждает в своём окончательном испытании и становится той знаменитой личностью, которую знают во всём мире.

## Актёры и персонажи
= Главная роль в сезоне
     = Второстепенная роль в сезоне
     = Гостевая роль в сезоне
     = Роль сыграна другим актёром
     = Не появляется

### Главные герои
| Актёр           | Персонаж                     | Сезоны | Сезоны | Сезоны | Сезоны | Сезоны | Сезоны | Сезоны | Сезоны | Сезоны | Сезоны |         |
| Актёр           | Персонаж                     | 1      | 2      | 3      | 4      | 5      | 6      | 7      | 8      | 9      | 10     | Эпизоды |
| --------------- | ---------------------------- | ------ | ------ | ------ | ------ | ------ | ------ | ------ | ------ | ------ | ------ | ------- |
| Том Уэллинг     | Кларк Кент / Супермен        | 21     | 23     | 22     | 22     | 22     | 22     | 20     | 22     | 22     | 22     | 218     |
| Эллисон Мэк     | Хлоя Салливан                | 21     | 21     | 22     | 22     | 22     | 22     | 20     | 22     | 22     | 8      | 202     |
| Кристин Кройк   | Лана Лэнг                    | 21     | 23     | 22     | 22     | 22     | 21     | 16     | 5      |        |        | 151     |
| Майкл Розенбаум | Лекс Лютор                   | 21     | 23     | 22     | 22     | 22     | 22     | 20     | 2      |        | 1      | 155     |
| Сэм Джонс III   | Пит Росс                     | 17     | 19     | 16     |        |        |        | 1      |        |        |        | 53      |
| Эрик Джонсон    | Уитни Фордман                | 17     | 1      |        | 1      |        |        |        |        |        |        | 19      |
| Аннетт О’Тул    | Марта Кент                   | 21     | 23     | 22     | 22     | 22     | 19     |        |        | 1      | 2      | 132     |
| Джон Шнайдер    | Джонатан Кент                | 21     | 23     | 21     | 20     | 15     |        |        |        |        | 4      | 104     |
| Джон Гловер     | Лайонел Лютор                | 8      | 16     | 16     | 15     | 15     | 13     | 12     |        |        | 4      | 99      |
| Дженсен Эклс    | Джейсон Тиг                  |        |        |        | 20     |        |        |        |        |        |        | 20      |
| Эрика Дюранс    | Лоис Лейн                    |        |        |        | 13     | 13     | 13     | 12     | 12     | 18     | 22     | 103     |
| Аарон Эшмор     | Джимми Олсен                 |        |        |        |        |        | 10     | 12     | 11     |        | 1      | 34      |
| Лора Вандерворт | Кара Зор-Эл / Супергёрл      |        |        |        |        |        |        | 12     | 1      |        | 2      | 15      |
| Джастин Хартли  | Оливер Куин / Зелёная стрела |        |        |        |        |        | 7      | 1      | 13     | 17     | 17     | 55      |
| Кэссиди Фриман  | Тесс Мёрсер                  |        |        |        |        |        |        |        | 13     | 17     | 17     | 47      |
| Сэм Уитвер      | Дэвис Блум / Думсдей         |        |        |        |        |        |        |        | 12     |        |        | 12      |
| Каллум Блу      | Зод                          |        |        |        |        |        |        |        |        | 12     | 1      | 13      |
| Всего           | эпизодов                     | 21     | 23     | 22     | 22     | 22     | 22     | 20     | 22     | 22     | 22     | 218     |

### Второстепенные герои
| Актёр               | Персонаж                         | Сезоны | Сезоны | Сезоны | Сезоны | Сезоны | Сезоны | Сезоны | Сезоны | Сезоны | Сезоны |         |
| Актёр               | Персонаж                         | 1      | 2      | 3      | 4      | 5      | 6      | 7      | 8      | 9      | 10     | Эпизоды |
| ------------------- | -------------------------------- | ------ | ------ | ------ | ------ | ------ | ------ | ------ | ------ | ------ | ------ | ------- |
| Митчелл Костерман   | Итан Миллер                      | 8      | 6      |        |        |        |        |        |        |        |        | 14      |
| Хиро Канагава       | директор Джеймс Кван             | 6      |        |        |        |        |        |        |        |        |        | 6       |
| Патрик Кэссиди      | Генри Смол                       |        | 6      |        |        |        |        |        |        |        |        | 6       |
| Эммануэль Вожье     | доктор Хелен Брайс               |        | 7      | 2      |        |        |        |        |        |        |        | 9       |
| Камилль Митчелл     | Нэнси Адамс                      |        | 3      | 11     | 4      | 3      |        | 1      |        |        |        | 22      |
| Теренс Стэмп        | Джор-Эл                          |        | 2      | 2      | 2      | 6      | 1      | 4      | 2      | 2      | 3      | 24      |
| Иэн Сомерхолдер     | Адам Найт                        |        |        | 7      |        |        |        |        |        |        |        | 7       |
| Джейн Сэймур        | Женевьева Тиг                    |        |        |        | 6      |        |        |        |        |        |        | 6       |
| Кайл Галлнер        | Барт Аллен / Импульс             |        |        |        | 1      |        | 1      |        | 1      |        |        | 3       |
| Джеймс Марстерс     | Брэйниак                         |        |        |        |        | 8      |        | 6      |        |        | 1      | 15      |
| Алан Ритчсон        | Артур Карри / Аквамен            |        |        |        |        | 1      | 1      |        | 1      |        | 1      | 4       |
| Ли Томпсон Янг      | Виктор Стоун / Киборг            |        |        |        |        | 1      | 1      |        |        | 1      |        | 3       |
| Фил Моррис          | Джон Джонс / Марсианский охотник |        |        |        |        |        | 3      | 3      | 3      | 3      |        | 12      |
| Майкл Кэссиди       | Грант Габриэль / Джулиан Лютор   |        |        |        |        |        |        | 7      |        |        |        | 7       |
| Элейна Хаффман      | Диана Лэнс / Чёрная канарейка    |        |        |        |        |        |        | 1      | 2      | 1      | 2      | 6       |
| Александро Джулиани | доктор Эмиль Гамельтон           |        |        |        |        |        |        |        | 3      | 7      | 5      | 15      |
| Брайан Остин Грин   | Джон Корбен / Металло            |        |        |        |        |        |        |        |        | 3      |        | 3       |
| Майкл Шэнкс         | Картер Холл / Человек-ястреб     |        |        |        |        |        |        |        |        | 3      | 2      | 5       |
| Бритт Ирвин         | Кортни Уитмор / Старгёрл         |        |        |        |        |        |        |        |        | 3      | 2      | 5       |
| Тед Уиттэлл         | Рик Флэг                         |        |        |        |        |        |        |        |        |        | 4      | 4       |
| Кери Линн Прэтт     | Кэт Грант                        |        |        |        |        |        |        |        |        |        | 4      | 4       |
| Стив Байерс         | Десаад                           |        |        |        |        |        |        |        |        |        | 4      | 4       |
| Кристин Уиллз       | Грэнни Гуднесс                   |        |        |        |        |        |        |        |        |        | 4      | 4       |
| Всего               | эпизодов                         | 21     | 23     | 22     | 22     | 22     | 22     | 20     | 22     | 22     | 22     | 218     |

## Эпизоды
| Сезон | Сезон | Эпизоды | Оригинальная дата показа | Оригинальная дата показа | Телеканал |
| Сезон | Сезон | Эпизоды | Премьера сезона          | Финал сезона             | Телеканал |
| ----- | ----- | ------- | ------------------------ | ------------------------ | --------- |
|       | 1     | 21      | 16 октября 2001          | 21 мая 2002              | The WB    |
|       | 2     | 23      | 24 сентября 2002         | 20 мая 2003              | The WB    |
|       | 3     | 22      | 1 октября 2003           | 19 мая 2004              | The WB    |
|       | 4     | 22      | 22 сентября 2004         | 18 мая 2005              | The WB    |
|       | 5     | 22      | 29 сентября 2005         | 11 мая 2006              | The WB    |
|       | 6     | 22      | 28 сентября 2006         | 17 мая 2007              | The CW    |
|       | 7     | 20      | 27 сентября 2007         | 15 мая 2008              | The CW    |
|       | 8     | 22      | 18 сентября 2008         | 14 мая 2009              | The CW    |
|       | 9     | 22      | 25 сентября 2009         | 14 мая 2010              | The CW    |
|       | 10    | 22      | 24 сентября 2010         | 13 мая 2011              | The CW    |

## Трансляция в мире
В России транслировался 3 февраля 2003 года на канале СТС.

## Появление героев во Вселенной Стрелы
В декабре 2019 года, спустя 8 лет после завершения сериала, герои появились в кроссовере «Кризис на бесконечных Землях» телевизионной Вселенной Стрелы.
Том Уэллинг вернулся к роли Кларка Кента (Супермена), а Эрика Дюранс к роли Лоис Лейн.
В рамках событий кроссовера указывается, что события сериала происходят на Земле-167. Лекс Лютор с Земли-38 (на которой происходит действие сериала о Супергёрл) с помощью Книги Судьбы начинает путешествовать по параллельным мирами с целью убить каждое воплощение Супермена в мультивселенной. Он прибывает на Землю-167 с той же целью, но узнаёт, что Кларк отказался от своих сил (надев браслет с синим криптонитом) и стал обычным фермером. Теперь он живёт вместе с Лоис и воспитывает двух дочерей. Лекс пытается в гневе напасть на него, но Кларк легко одолевает его. Лекс улетает, но предупреждает Кларка, что тот всё равно умрёт из-за Кризиса.

## Признание и критика
Сериал множество раз номинировался на премию «Сатурн» в различных категориях. В 2002 и 2006 годах получал прайм-таймовую премию «Эмми» за «Лучший монтаж звука в сериале».

## Влияние на культуру

### Комиксы
В феврале 2012 года компания DC Comics объявила о выходе продолжения истории «Тайн Смолвиля» в виде комиксов, автором которых будет Брайан Миллер. 13 апреля вышел в свет первый выпуск комикса «Тайны Смолвиля» в электронном виде.

### Книги
Ниже приведён список художественных романов, созданных по мотивам сериала «Тайны Смолвиля»:

#### Основная серия
С 2002 по 2003 год издательство Warner Books выпустило 6 романов:
1. Загадочные визитёры / Strange Visitors (2002) — Роджер Стерн (англ. Roger Stern)[10];
2. Дракон / Dragon (2002) — Алан Грант (англ. Alan Grant)[11];
3. Охота / Hauntings (2002) — Нэнси Холдер (англ. Nancy Holder)[12];
4. Кто это сделал? / Whodunnit (2003) — Дин Уэсли Смит (англ. Dean Wesley Smith)[13];
5. Тени / Shadows (2003) — Дайан Джи. Галлахер (англ. Diana G. Gallagher)[14];
6. Тишина / Silence (2003) — Нэнси Холдер (англ. Nancy Holder)[15].

В 2006 году была выпущено два сборника, в который вошли все 6 вышеперечисленных романов:
1. Smallville: Omnibus #1 (Strange Visitors / Dragon / Hauntings)[16];
2. Smallville: Omnibus #2 (Whodunnit / Shadows / Silence)[17].

#### СерияYoung Adult
С 2002 по 2004 года издательство Little (Brown Young Readers) выпустило 11 романов:
1. Пришествие / Arrival (2002) — Майкл Тэйтлбаум (англ. Michael Teitelbaum);
2. Не вижу зла / See No Evil (2002) — Чери Бэннетт (англ. Cherie Bennett) и Джефф Готтсфилд (англ. Jeff Gottesfeld);
3. Полёт / Flight (2002) — Чери Бэннетт (англ. Cherie Bennett) и Джефф Готтсфилд (англ. Jeff Gottesfeld);
4. Животная ярость / Animal Rage (2003) — Бобб Джей Джи Вайз (англ. Bobbi J. G. Weiss) и Дэвид Коди Вайз (англ. David Cody Weiss);
5. Скорость / Speed (2003) — Чери Бэннетт (англ. Cherie Bennett) и Джефф Готтсфилд (англ. Jeff Gottesfeld);
6. Погребённые тайны / Buried Secrets (2003) — Сьюзан Колон (англ. Suzan Colon);
7. Беглец / Runaway (2003) — Сьюзан Колон (англ. Suzan Colon);
8. Жадность / Greed (2003) — Чери Бэннетт (англ. Cherie Bennett);
9. Соблазн / Temptation (2004) — Сьюзан Колон (англ. Suzan Colon);
10. Контроль / Control (2004) — Сьюзан Колон (англ. Suzan Colon);
11. Искры / Sparks (2004) — Чери Бэннетт (англ. Cherie Bennett) и Джефф Готтсфилд (англ. Jeff Gottesfeld).